# Густаво Рохас Пінілья
Густа́во Ро́хас Піні́лья (ісп. Gustavo Rojas Pinilla; 12 березня 1900 — 17 січня 1975) — колумбійський генерал і політик, в 1953—1957 роках — диктатор.

## Біографія
Густаво Рохас Пінілья народився 12 березня 1990 року в місті Тунха, департамент Бояка. Навчався у військовій академії Хосе Марії Кордови. У 1923 році отримав звання лейтенанта, але вже в 1924 році вийшов у відставку. Навчався в США, отримав освіту інженера. У 1932-33 роках брав участь у Перуансько-колумбійській війні. З 1949 року займав посаду міністра з питань пошти і телеграфу в країні.

## Прихід до влади
У 50-х роках Колумбія переживала складні часи. Соціальні, політичні, економічні протиріччя призвели до державного перевороту, який здійснив у червні 1953 р. генерал Густаво Рохас Пінілья. Рохас Пінілья обіцяв народу відновлення миру і демократичних свобод. Він мав намір об'єднати країну на безпартійній основі, наслідуючи лідерів Хуана Перона в Аргентині та Жетулью Варгаса в Бразилії.
Прийшовши до влади він:
- почав переслідувати лідерів провідних партій країни, намагаючись покласти край їх політичної гегемонії;
- посилив цензуру преси;
- відклав вибори на місцях і намагався диктувати свою волю церкві.

У травні 1957 Рохас Пінілья скликав Установчий конгрес, що обрав його президентом на новий термін, 1958—1962 рр. Однак не все суспільство було задоволене такими змінами й у відповідь у Боготі та інших містах розпочалися заворушення і страйки, а провідні діячі лібералів та консерваторів, керівники церкви та вищі військові чини почали розробляти плани щодо повалення генерала-диктатора. Через загострення становища в країні, провідні партії об'єдналися в боротьбі проти хунти і утворили «Національний фронт».
1957 року уряд на чолі з Рохасом Пінілья було повалено й він утік за кордон. На початку 1960-х років повернувся до країни і створив націоналістичний опозиційний рух, що пізніше сформував партію Національний народний союз.